# Рохас Кесада, Альваро
А́льваро Хоаки́н Ро́хас Кеса́да (исп. Álvaro Joaquín Rojas Quesada; род. 12 марта 2005, Лима) — перуанский футболист, полузащитник клуба «Университарио».

## Клубная карьера
Рохас — воспитанник клуба «Спортинг Кристал» и «Университарио». 8 июля 2023 года в матче против «Академия Кантолао» он дебютировал в перуанской Премьере в составе последних. 

## Международная карьера
В 2023 году в составе молодёжной сборной Перу Рохас принял участие в молодёжном чемпионате Южной Америки в Колумбии. На турнире он сыграл в матче против сборной Парагвая.
В 2025 году в составе молодёжной сборной Перу Рохас во второй раз принял участие в молодёжном чемпионате Южной Америки в Венесуэле. На турнире он сыграл в матчах против сборных Парагвая, Венесуэлы, Чили и Уругвая. 